# Кавендиш-Бентинк, Уильям, 7-й герцог Портленд
Уильям Артур Генри Кавендиш-Бентинк (англ. William Arthur Henry Cavendish-Bentinck; 16 марта 1893, Лондон, Великобритания — 21 марта 1977) — британский аристократ, 7-й герцог Портленд, 7-й маркиз Тичфилд, 8-й граф Портленд, 8-й виконт Вудсток, 8-й барон Сайренсестер с 1943 года (до этого носил титул учтивости маркиз Тичфилд), кавалер ордена Подвязки. Участвовал в Первой мировой войне (1914—1916). Был политиком-консерватором, занимал должности лорда казначейства (1927—1929 и 1932), лорда-лейтенанта Ноттингемшира (1939—1962). Не оставил сыновей, так что после его смерти герцогский титул перешёл к другой ветви рода.
Герцог был женат с 12 августа 1915 года на Иви Гордон-Леннокс, дочери полковника Элджернона Гордон-Леннокса и Бланш Мейнард. В этом браке родились две дочери:
- Александра Маргарет Энн (1916—2008)[3];
- Виктория Маргарет (1918—1955), жена дона Гаэтано Паренте, принца ди Кастель Викардо[4][5].